# Drummond Professor of Political Economy
Drummond Professorship of Political Economy  er et professorat, der blev indstiftet af Henry Drummond. Lærestolen er knyttet til All Souls College ved Oxfords Universitet.  Den har været beklædt af et antal fremragende personer, blandt dem tre Nobelprismodtagere.

## Indehavere
- Nassau William Senior, 1825–1830 (første gang)
- Richard Whately, 1830–1831
- William Forster Lloyd, 1832–1837
- Herman Merivale, 1837–1841
- Travers Twiss, 1841–1847
- Nassau William Senior, 1847–1852 (anden gang)
- Sir George Kettilby Rickards, 1851–1857
- Charles Neate 1857–1862
- James Edwin Thorold Rogers, 1862–1867 (første gang)
- Bonamy Price, 1868–1888
- James Edwin Thorold Rogers, 1888–1890 (anden gang)
- Francis Ysidro Edgeworth, 1891–1922
- David Hutchison Macgregor, 1921–1945
- Sir Hubert Douglas Henderson, 1945–1952
- Sir John Hicks, 1952–1965
- Robin Matthews, 1965–1976
- Joseph Stiglitz, 1976–1979
- Amartya Sen, 1980–1988
- Sir John Vickers, 1991–2008 (tjenestefri 1998–2005)
- Vincent Crawford, 2009–